# Qashliq
Qashliq o Isker o Sibir (en sibir: Eskär), fue una ciudad  y fortaleza medieval (siglos XIV a XVI), capital del kanato de Siberia en el siglo XVI. Estaba situada en la orilla derecha del río Obi (junto a la desembocadura del arroyo Sibirka), a 17 km de la actual Tobolsk y sus restos están declarados Monumento arqueológico "Ciudadela de Kuchum" (Кучумово городище).

## Historia de la ciudad
La región tiene huellas de haber sido habitada desde la Edad de Bronce (I milenio a. C.). La ciudad de Isker existe desde antes de la invasión mongola de Rusia, a principios del siglo XIII debía tener ya un tamaño importante en la región pues en 1224 fue entregada por Gengis Kan como ulús Ibir-Sibir a Jochi.
Isker fue la capital del kanato de Siberia desde finales del siglo XV a finales del XVI. Şihabetdin Märcani afirmaba que en el siglo XIII Kashlyk se hallaba bajo el señorío de Shibán, quinto hijo de Jochi y nieto de Gengis Kan, que ha fundado el ulús de Shibán y la dinastía de los fundadores del kanato de Siberia, los shaybánidas.
La ciudad es representada por primera vez en 1367 en el mapa de los hermanos Domenico y Francesco Pizzigano, en el que aparece con el nombre Sebur. Ocho años después aparece con el mismo nombre en el Atlas Catalán.
En 1495 Muhammad Taibuga, habiendo acabado con sus rivales shaybánidas, llevó la capital de Chinguí-Turá a Kashlyk. En 1563 los shaybánidas volvieron al poder en la figura del kan Kuchum, que ha mantenido la capitalidad en la ciudad.

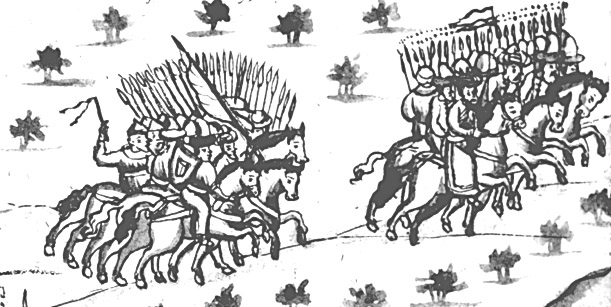
Huida de Kuchum de Isker. Ilustración de la Crónica Kungur.

El 26 de octubre de 1582, tras de la derrota del ejército siberiano en la batalla del cabo Chuvash, la ciudad fue ocupada por las tropas de Yermak. En la víspera de la ocupación sus habitantes y el kan Kuchum mismo huyeron hacia las estepas del Ishim. Tras la muerte de Yermak en el río Vagái, la ciudad volvió al poder de los taibúguidas en la persona de Seyyid Ak, que contaba con el apoyo del cercano kanato kazajo. Pero tras la captura de éste y de un hijo del kan kazajo en 1588, la ciudad cayó en el abandono.

## Nombres
La composición mixta de la población del kanato de Siberia se vio reflejada en las variantes del nombre de su capital:
- Kashlyk (túrquico): "fortaleza", "asentamiento fortificado". Tiene relación con el término kishlak.
- Isker (obi-ugrio): Is ("viejo") y ker o kar ("ciudad"). El mismo elemento puede hallarse en topónimos como Siktivkar o Kudímkar. Existe una teoría alternativa que lo hace derivar del tártaro iske o del túrquico eski, ambos para "viejo", "antiguo".
- Sibir (origen incierto): Una primera teoría hace que derive de los sabires, denominación que hacía referencia a numerosos pueblos túrquicos al norte del Cáucaso que aparecen en documentos de los siglos V y VI. Otra de las teorías afirma que proviene de las palabras mongolas siber ("puro", "hermoso") o shibir ("pantano"). Da nombre a la región de Siberia.